# Székely (Familienname)
Székely bzw. Szekely ist ein ungarischer Familienname, der auf die Szekler zurückgeführt wird.

## Namensträger
- Aladár Székely (1870–1940), ungarischer Fotograf
- Alberto Székely (* 1946), mexikanischer Jurist, Professor für Völkerrecht
- Alexander Székely (1797–1854), ungarisch-siebenbürgischer Poet und unitarischer Theologe
- András Székely (Schwimmer) (1910–1943), ungarischer Schwimmer
- András Székely (Geograph) (1925–1997), ungarischer Geograph
- András Székely (Musikwissenschaftler) (1929–2024), ungarischer Musikwissenschaftler
- András Székely (Kunsthistoriker) (1942–2012), ungarischer Kunsthistoriker
- Andras Szekely (Tennisspieler) (* 1995), rumänischer Tennisspieler
- André Székely (1877–1945), ungarisch-französischer Maler
- Angelika Szekely (1891–1979), österreichische Physikerin
- Antal Székely (* 1959), ungarischer Segler
- Béla Székely (1892–1955), ungarisch-argentinischer Psychologe
- Bertalan Székely (1835–1910), ungarischer Maler
- Bulcsú Székely (* 1976), ungarischer Wasserballspieler
- Csaba Székely (Eisenbahner) (* 1951), österreichischer Eisenbahnmanager
- Csaba Székely (Gitarrist) (* 1962), ungarischer klassischer Gitarrist
- Csaba Székely (Schriftsteller) (* 1981), ungarischer Schriftsteller und Dramatiker
- Csaba Székely (Eishockeyspieler) (* 1990), ungarischer Eishockeytorwart und Eishockeytrainer
- Edith Székely (1909–2012), deutsch-jüdische Psychoanalytikerin
- Endre Székely (1912–1989), ungarischer Komponist
- Eugen Székely (1894–1962), österreichischer, später israelischer Architekt
- Éva Székely (1927–2020), ungarische Schwimmerin und Schwimmtrainerin
- Ferenc Székely (1842–1921), ungarischer Politiker, Jurist und Justizminister
- Gábor J. Székely (* 1947), ungarischer Mathematiker
- György Székely, Geburtsname von Georg Kühlewind (1924–2006), ungarischer Chemiker und Anthroposoph
- György Székely (Mediziner) (1926–2017), ungarischer Mediziner
- György Székely (Fußballspieler) (* 1995), ungarischer Fußballtorhüter
- Györgyi Székely-Marvalics (1924–2002), ungarische Fechterin
- Irén Ágay Székely (1913–1950), ungarische Schauspielerin, siehe Irén Ágay
- János Székely (Schriftsteller) (1901–1958), ungarischer Schriftsteller
- János Székely (Bischof) (* 1964), ungarischer Geistlicher, Bischof von Szombathely
- János Székely (Fußballspieler) (* 1983), rumänischer Fußballspieler
- Johann Friedrich von Székely (1739–1794), preußischer Oberst
- Josef Székely (1838–1901), ungarischer Fotograf
- József Székely (1825–1895), ungarischer Schriftsteller, Journalist und Archivar
- Júlia Székely (1906–1986), ungarische Musikerin und Schriftstellerin
- Kati Székely (* 1941), deutsche Schauspielerin
- László Székely (Architekt) (1877–1934), ungarischer Architekt
- László Székely (Fußballspieler) (1910–1969), ungarischer Fußballspieler und -trainer
- Louis Szekely (* 1967), US-amerikanischer Filmregisseur, Filmproduzent, Autor, Schauspieler und Komiker, siehe Louis C.K.
- Madelon Székely-Lulofs (1899–1958), niederländische Schriftstellerin und Journalistin
- Maria Szekeli (* 1941), rumänische Kanutin
- Márton Székely (* 1990), ungarischer Handballspieler
- Michael von Székely (1703–1772), preußischer Generalmajor
- Mihály Székely (1901–1963), ungarischer Bass-Sänger
- Moses Székely († 1603), unitarischer Fürst in Siebenbürgen
- Moses Székely der Jüngere (1603–1658), möglicher Thronanwärter in Siebenbürgen
- Ottó Sándor-Székely (* 2000), rumänischer Eishockeyspieler
- Péter Székely (1955–2003), ungarischer Schachmeister
- Pierre Székely (1923–2001), ungarisch-französischer Bildhauer
- Ripszima Székely (* 1936), ungarische Schwimmerin
- Tamás Székely (* 1923; † vor 2007), ungarischer Skirennläufer
- Violeta Szekely (* 1965), rumänische Leichtathletin
- Wilhelm Székely (1897–1966), ungarischer Filmproduzent und Produktionsleiter
- Zoltán Székely (Violinist) (1903–2001), ungarischer Violinist und Komponist
- Zoltán Szekely (Archäologe) (1912–2000), ungarisch-rumänischer Historiker und Archäologe
- Zoltán Székely (Fechter) (* 1952), ungarischer Fechter